# Sychesia dryas
Sychesia dryas là một loài bướm đêm thuộc phân họ Arctiinae, họ Erebidae.